# Scarrittia
Scarrittia es un género extinto de mamíferos de la familia Leontiniidae, del suborden Toxodonta, del orden Notoungulata perteneciente a los meridiungulados. El nombre del género se refiere a Scarrit Pocket, una cantera fosilífera ubicada en la provincia del Chubut, Argentina, también conocida como la Rinconada de los López. La especie tipo es Scarritia canquelensis, que ha sido hallada en varias localidades de la Patagonia argentina. Scarritia robusta se encontró en Paso del Cuello, Canelones, Uruguay.

## Características
Scarrittia es el único miembro de los leontínidos que conocemos bien a través de un esqueleto en buen estado de conservación. Durante su vida es probable que se pareciera mucho a un oso panda o un tapir en sus movimientos. 
Scarrittia era un animal bastante pesado, de cuerpo y cuello largos, patas robustas, pies con tres dedos ungulados y un rabo muy corto. La tibia y el peroné estaban fundidos parcialmente por la parte superior, por lo cual las patas no podían girar hacia los lados.La cara era bastante corta y las mandíbulas presentaban una dentadura completa, formada por 44 piezas con coronas bajas y bastante poco especializadas.

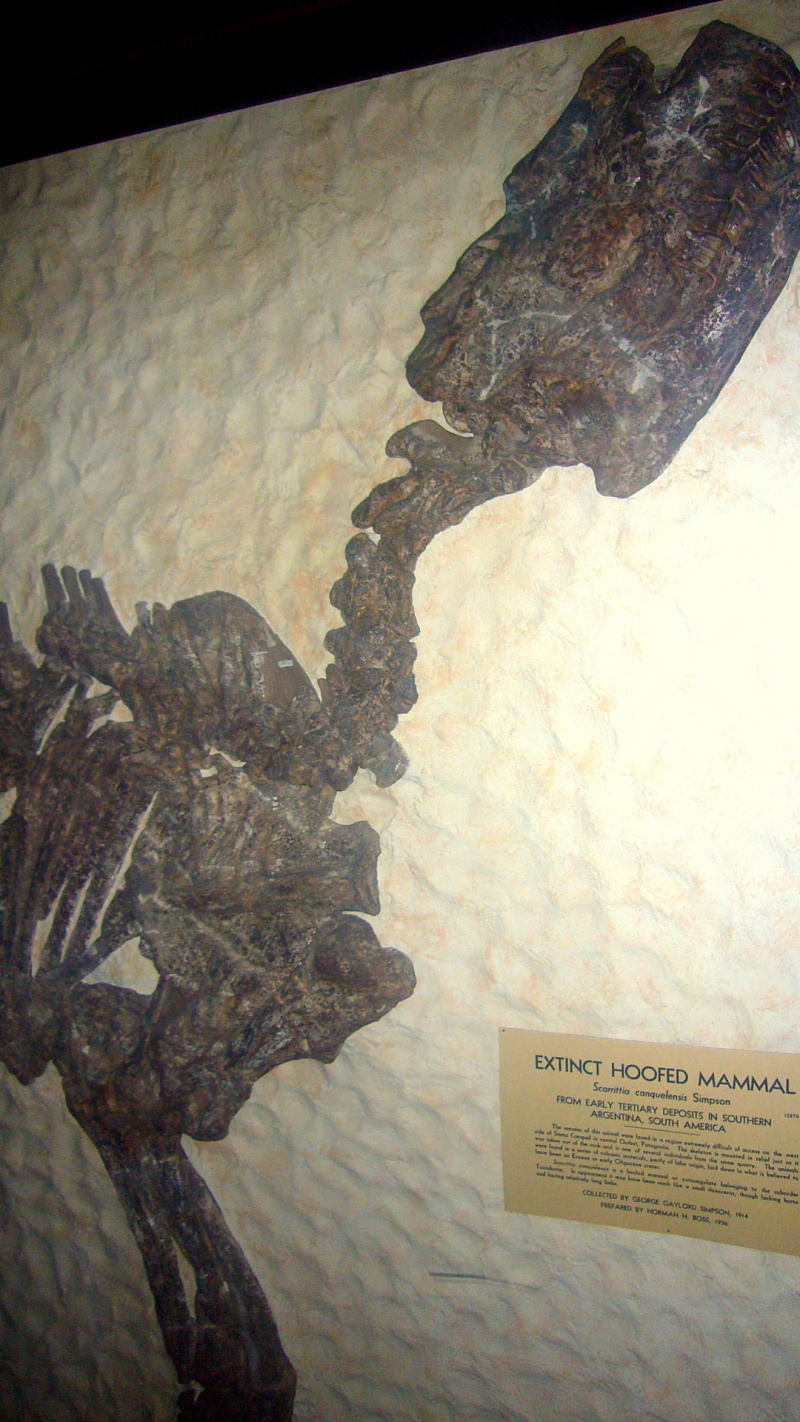
Parte de un esqueleto de Scarritia canquelensis

## Historia natural
Fue un género próspero, del que se conocen varias especies, entre ellas Scarritia barranquensis, Scarrittia canquelensis y Scarrittia robusta, que vivieron entre 23 y 30 millones de años (Oligoceno-Mioceno). Vivía en la floresta húmeda, cerca de la costa, humedales, ríos, lagos, pantanos, etc., alimentándose de la vegetación blanda, de pastos, frutos y vegetación arbustiva. Algunas especies pudieron tener hábitos parcialmente omnívoros, comiendo también de huevos y pequeños animales. No estaban adaptados para la carrera. Pero su envergadura de 2 metros les haría tener pocos enemigos.

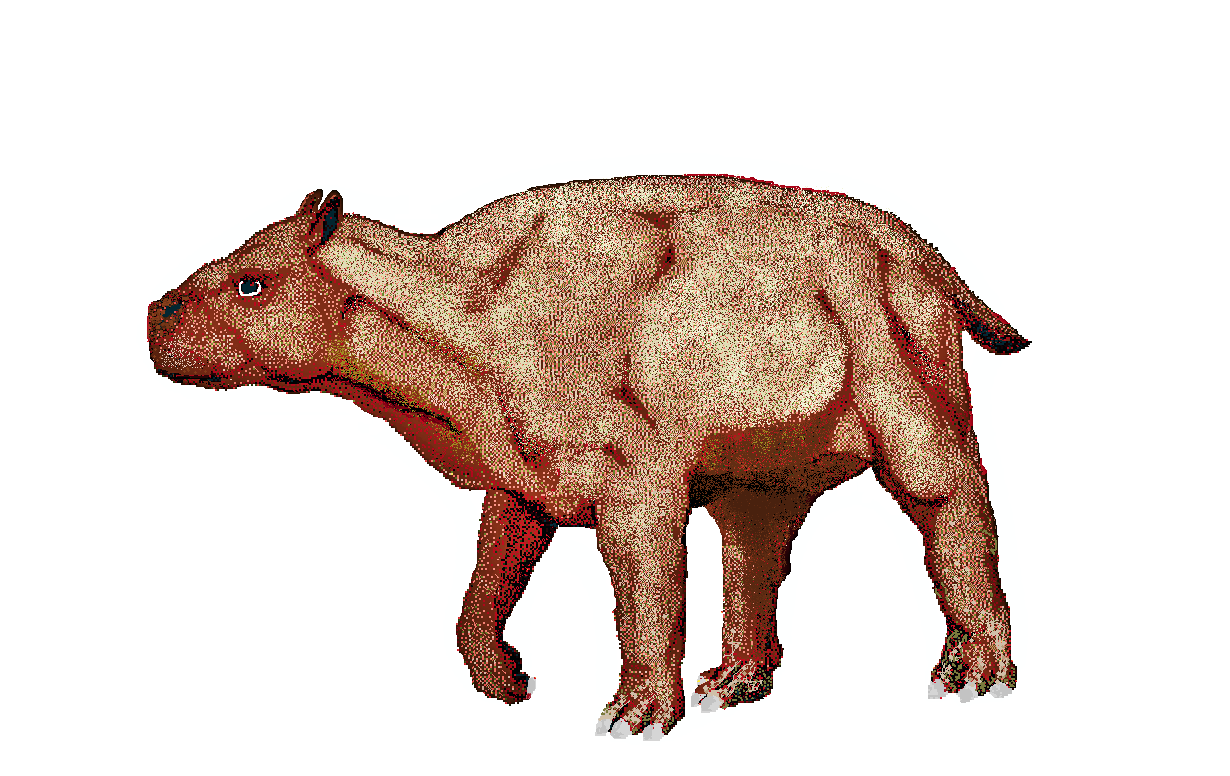
Reconstrucción artística de Scarritia